# Enciclopedia bresciana
L'Enciclopedia bresciana est une encyclopédie italienne enracinée dans une culture spécifique, celle de la province de Brescia, en Lombardie. Ou comme le dit le journal en ligne LaVoceDelPopolo.it, « L’Enciclopedia Bresciana è un’opera unia nel suo genere : non esistono precedenti di un lavoro così ampio sul mondo bresciano ». Elle a été créée par Antonio Fappani, prêtre et universitaire.
Le premier fascicule est paru le 1er décembre 1972. Aujourd'hui achevée, elle compte 20 volumes, 9 076 pages et plus de 48 000 articles.

## Fondements
L'Enciclopedia bresciana couvre l'ensemble des champs du savoir ou des connaissances, ou une partie déterminée de ceux-ci,[évasif] en lien avec la région de Brescia.
Cette conception repose sur une organisation du savoir, qu'il s'agisse d'une classification thématique, alphabétique et tout autre mode classificatoire permettant au chercheur d'information de se repérer dans l'ensemble des données. 
Plusieurs types d'organisation peuvent également être utilisées de façon croisée. 
En ce sens l'Enciclopedia bresciana vise tout à la fois :
- d'une part à mettre en lumière la spécificité de la culture de la région,
- d'autre part à  mettre en sens le réel, à partir de ce point de vue culturel spécifique.